# Mesochorus anhalthinus
Mesochorus anhalthinus är en stekelart som beskrevs av Schwenke 2002. Mesochorus anhalthinus ingår i släktet Mesochorus och familjen brokparasitsteklar. Inga underarter finns listade i Catalogue of Life.